# Cruz de término

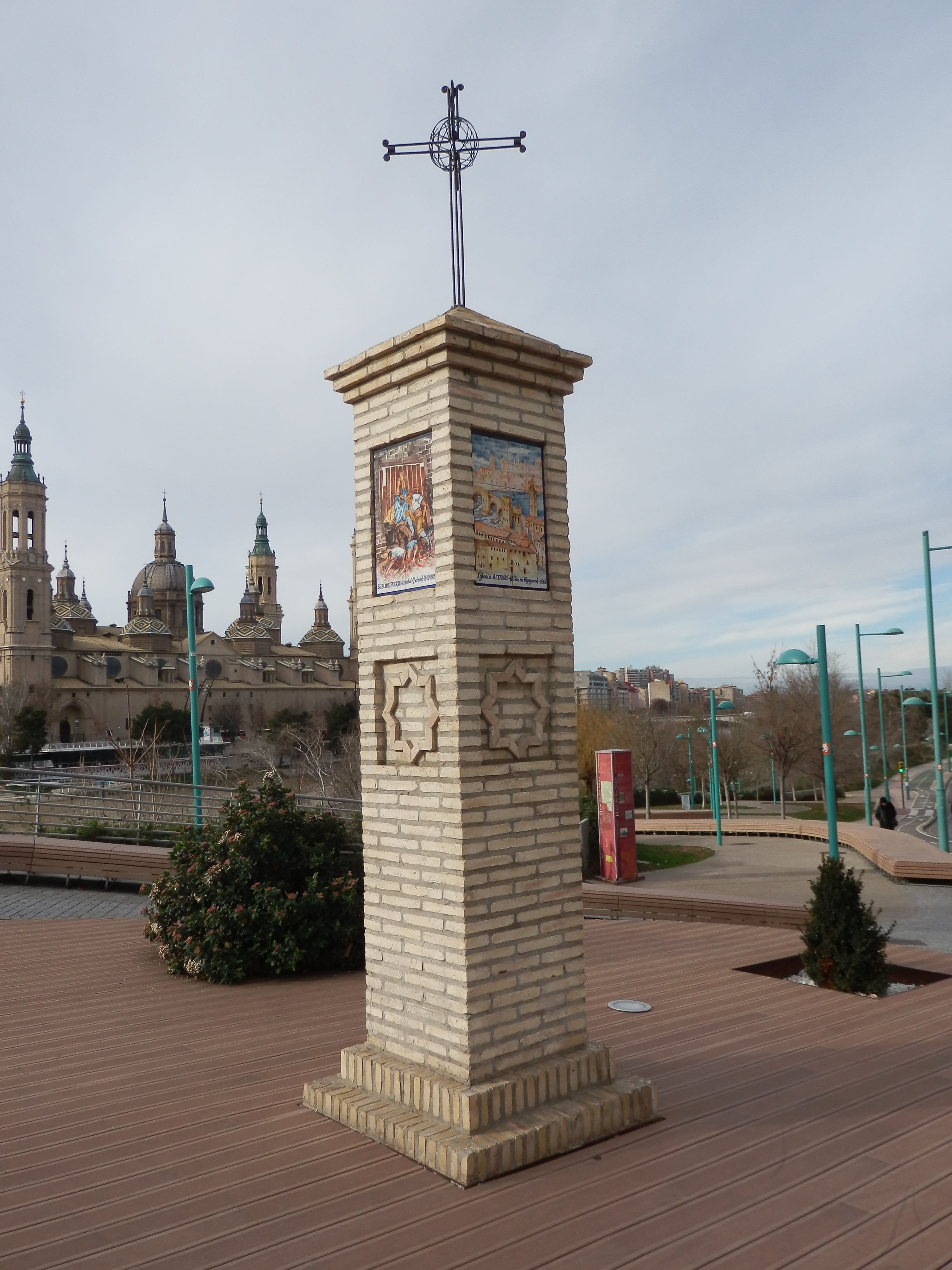
Peirón del Puente de Piedra, en Zaragoza, en donde se ubicaba el convento de Nuestra Señora de Altabás.

Una cruz de término o cruz de humilladero es un tipo de humilladero con forma de hito (o mojón), colocado antiguamente a la entrada de las ciudades o villas, como muestra de piedad por parte del pueblo y para su fomento entre los viajantes.
Las cruces de término en España tienen la condición de bien de interés cultural por declaración legal.

## Descripción

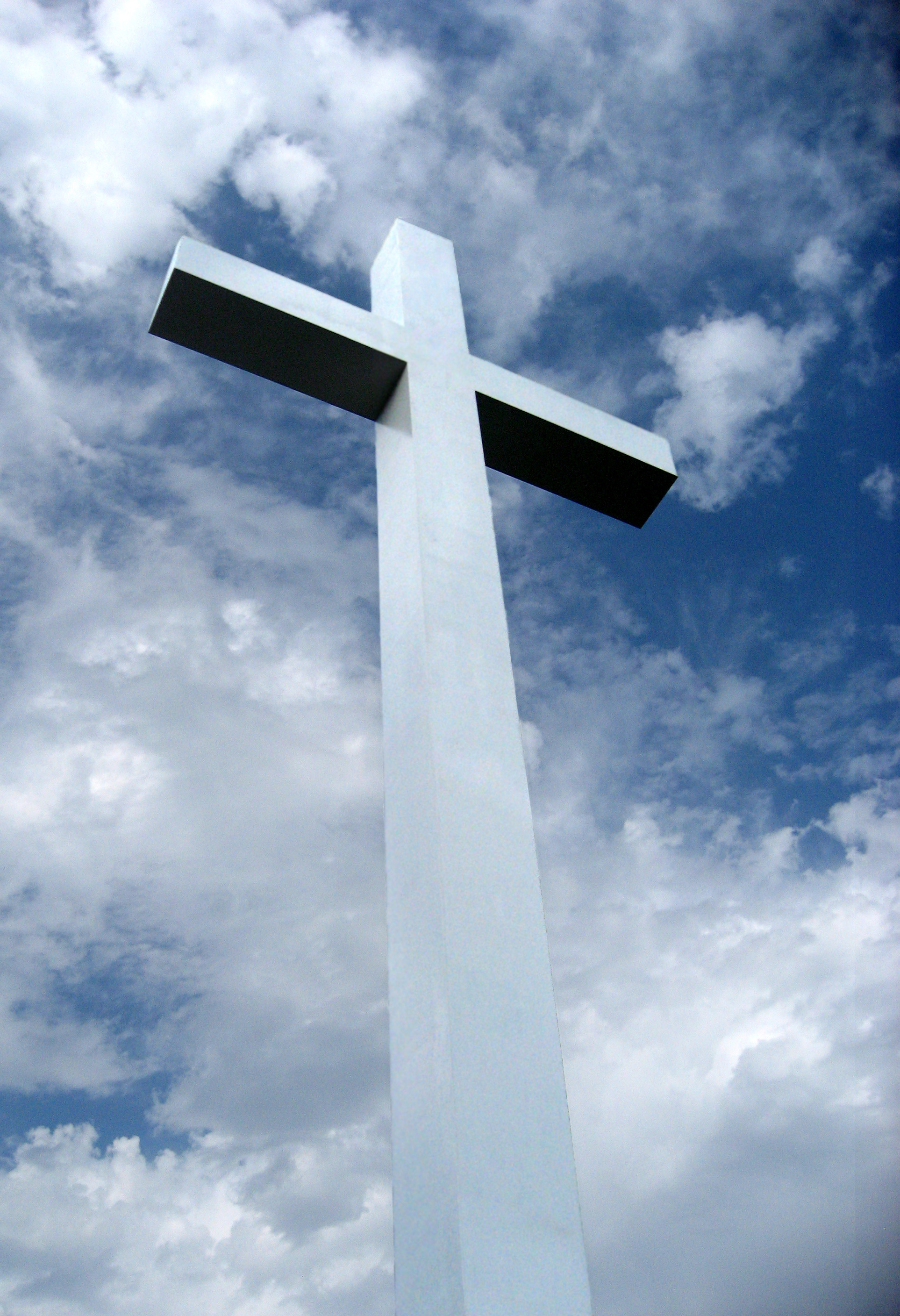
Sagemont Church Cross en la intersección de Beltway 8 y Interstate 45 en Houston, Texas, EE. UU. Fue inaugurado en 2009 y mide 51,82 metros.

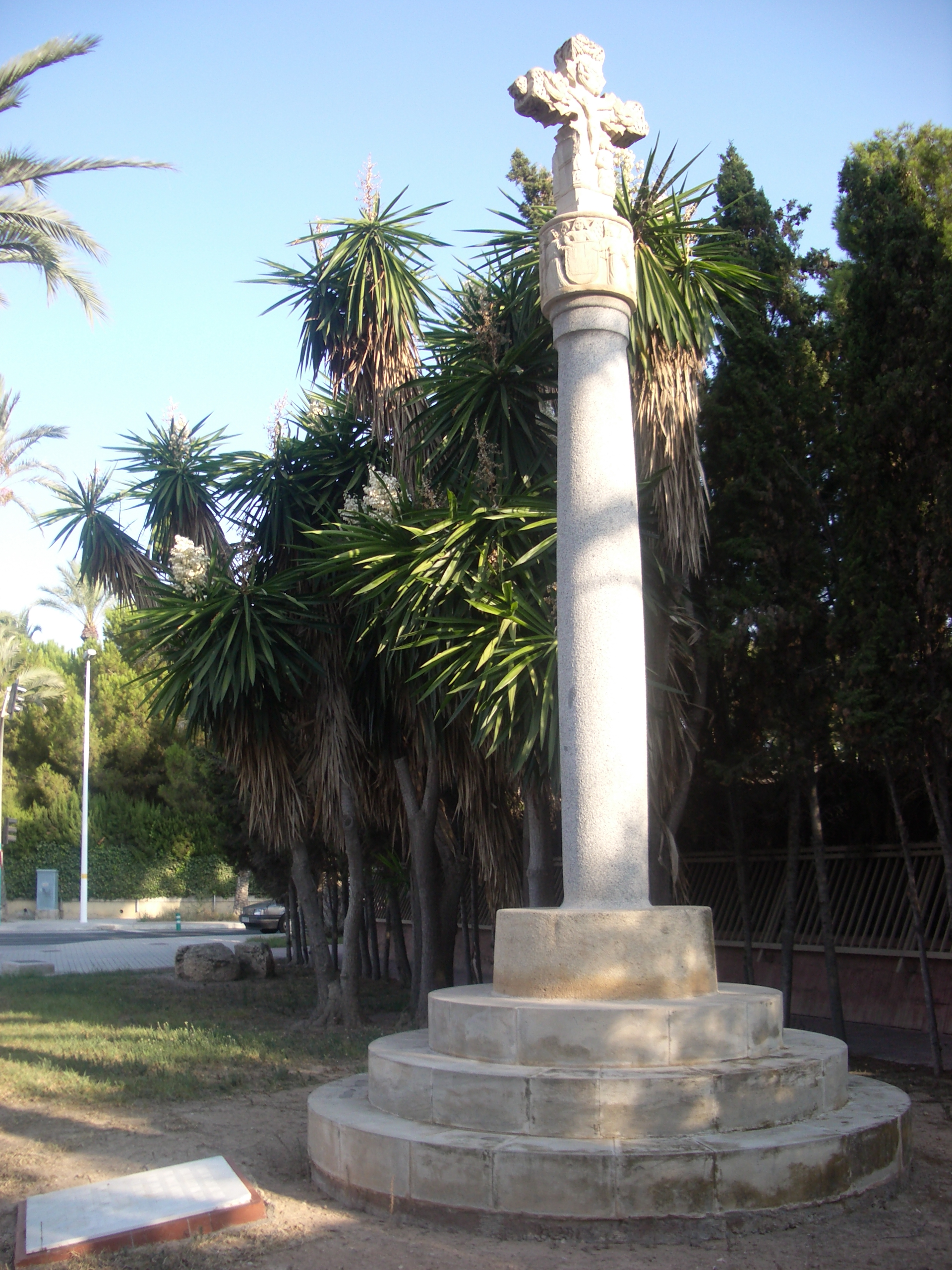
Cruz de término del antiguo camino Elche-Alicante.

Este monumento que en Cataluña suele llamarse pedró, peiró o creu de terme, en Valencia peiró, en Aragón cruz de suelo, cruz de sol, peirón o pairón, dependiendo de las zonas, en Galicia cruceiro y en el resto de España cruz de término, consiste generalmente en unas gradas de planta circular o poligonal sobre las que se eleva un fuste rematado en nudo, macolla o capitel, que sustenta la cruz de piedra labrada en cantería. Generalmente tiene por una de las caras de la cruz la imagen de un Cristo crucificado y  por el otro la imagen de la Virgen o algún santo.
Fue antigua costumbre en el Reino de Aragón elevar cruces en conmemoración de fechas o acontecimientos, o como simples testimonios de piedad cristiana, generalmente junto a los caminos para fomentar la piedad de los viajantes, y a veces frente a monasterios y ermitas como en Poblet, Montserrat, etc. Y es que no satisfechos los cristianos de la Reconquista con elevar templos, ermitas y cenobios, erigían estos humilladeros en caminos, deslindes, promontorios, calvarios y por doquier. En principio fueron sencillos monumentos y acabaron por ser verdaderas obras de arte gótico y renacentista que inmortalizaron los nombres de maestros canteros.

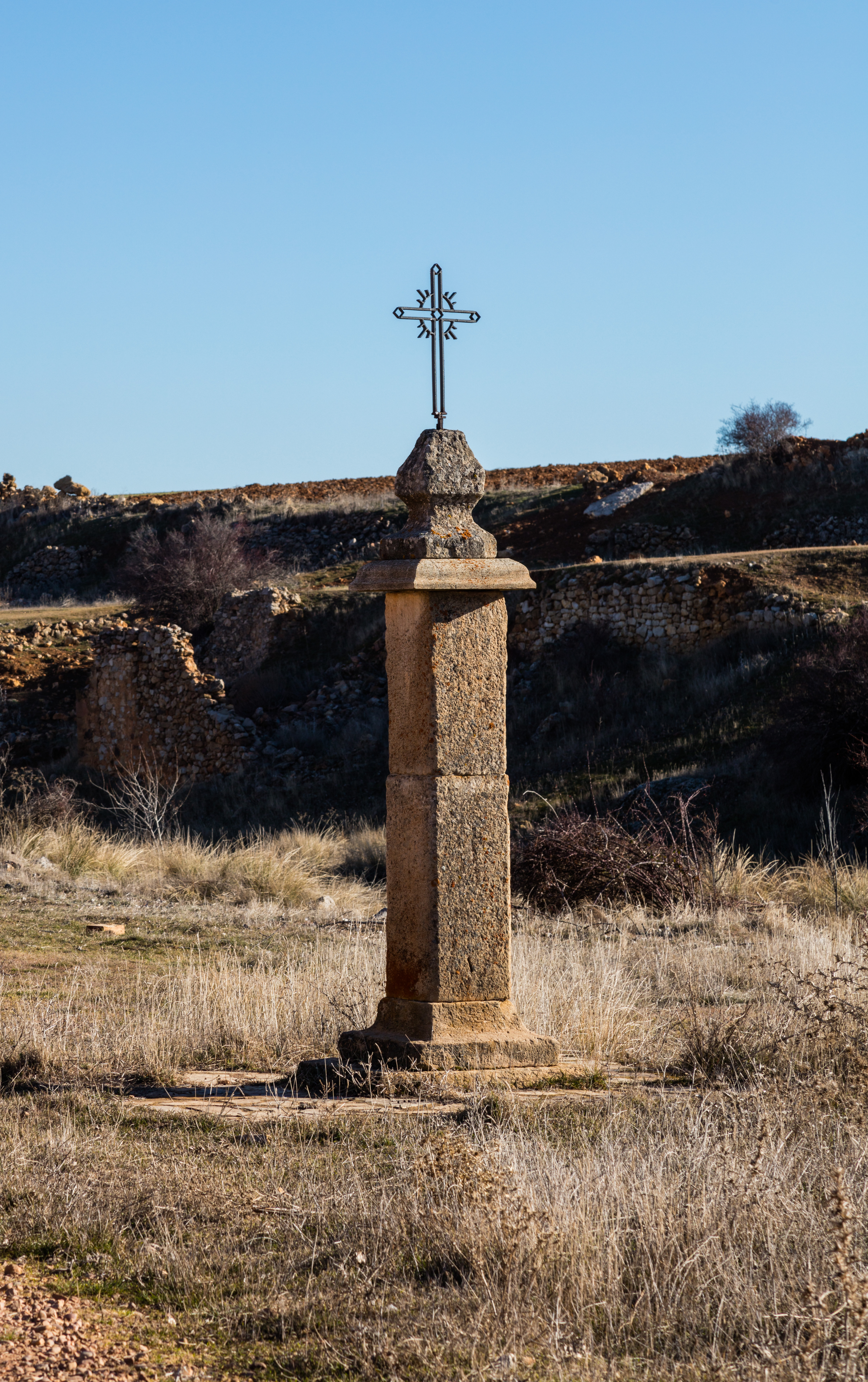
Peirón en Campillo de Dueñas, Guadalajara, España.

Algunos pueblos levantinos las cobijan bajo templetes o baldaquinos y el Domingo de la rosa, primero del mes de mayo, los mozos y zagalas las adornan con ramos, coronas y guirnaldas perdurando así poéticas tradiciones populares.

## Pairón
El peirón, pairón o pilón es como se denomina a un tipo de humilladero propio del Señorío de Molina (en el este de la provincia de Guadalajara, España), del sureste de la provincia de Soria y del centro y sur de Aragón (España), fundamentalmente de la provincia de Zaragoza y de la provincia de Teruel.
Consiste en una columna de unos tres metros de altura hecha de bloques de piedra sillar o de ladrillo, dependiendo de las zonas,  culminada normalmente en una cruz de hierro o una esfera de piedra. Habitualmente suele tener uno o varios azulejos policromados con algún motivo religioso (santo o virgen). También hay ejemplares en los que se ubica una estatuilla religiosa en una oquedad a modo de capilla en lugar del azulejo o en otros casos, simplemente hay una inscripción o nada.

### Estructura

Estructura tipo de un pairón.

La estructura tipo de un peirón está formada por:
- Grada: Tiene unos tres peldaños cuadrangulares, normalmente de piedra. Sirve de soporte al resto del monumento.[3]

- Basa: Es de piedra. Suele ser la continuación de la grada si bien más estrecha y de forma prismática que en ocasiones estar decorada con una sencilla moldura.[3]

- Fuste: Es la parte principal del pairón. Está construido generalmente con piedras sin labrar, sillares y pequeños sillares con uniones a hueso o con argamasa. Se pueden encontrar fustes monolíticos o formados por varios sillares y llevar en sus frentes relieves moldurados o lisos como decoración, algunos poseen la data (fecha de realización).[3]

- Cornisa: Está realizada normalmente con relieves moldurados y en ocasiones es lisa. En algunos casos puede aparecer también la fecha de la construcción o alusiones a los donantes.[3]

- Edículo: Es considerado como la parte más importante del pairón. Contiene la hornacina, que puede ser rectangular o de arco de medio punto donde se ubica la imagen a venerar. Son escasos los que tienen más de dos. En general aparecen bajorrelieves de pequeño tamaño con la imagen motivo de advocación. En ocasiones el edículo se transforma en un baldoquinado abierto y sustentado por cuatro columnas.[3]

- Nueva cornisa: Similar a la cornisa inferior.[3]

- Cimacio: Es un tronco piramidal rematado por una bola en la que se incluye una cruz de hierro. En algunas ocasiones el cimacio ha evolucionado transformándose en un pequeño tejadillo a cuatro vertientes.[3]

### Finalidad
Se sitúan en los aledaños del pueblo junto a los caminos y tienen varias finalidades:
- Señalizan vías y caminos. Principalmente avisan de la proximidad del pueblo. En tiempos de nieves, en los que los caminos no se distinguen, sirven de guías, pues se ubican en todos los caminos que confluyen en el pueblo.
- Delimitan términos municipales o linderos particulares.
- Sugieren a los viandantes que recen una oración por el motivo religioso en él representado.
- Advocan a las ánimas del Purgatorio o como lugar al que se va a pedir algún favor especial (lluvia, protección de las cosechas, alejamiento de plagas).[3]

### Pairón del Puente de Piedra de Zaragoza
Se construyó el 9 de julio de 2013 en el bicentenario de los Sitios de Zaragoza. Recuerda a la Iglesia de Altabás destruida en la voladura del Puente de Piedra de Zaragoza por los franceses el 9 de julio de 1813 poniendo fin a los Sitios de Zaragoza.

## Galería
|                                                      |
| Pairón de Carramolina, en Aragoncillo (Guadalajara). |

|                                   |
| Pairón en Cubillejo, Guadalajara. |

|                              |
| Pairón en Calamocha, Teruel. |

|                            |
| Pairón en Codos, Zaragoza. |

|                            |
| Pairón en Lechago, Teruel. |

|                           |
| Pairón en Tornos, Teruel. |

|                                     |
| Pairón en Torre Los Negros, Teruel. |

|                                            |
| Pairón en el Puente de Piedra de Zaragoza. |

|                                  |
| Pairón en Torrubia, Guadalajara. |

| 3                         |
| Cruz de término de Horta. |

| 3                                                                 |
| Peirón de la Virgen del Pilar en Santa Eulalia del Campo (Teruel) |

| 3                                                 |
| Cruz de camino (siglo XIII), Shillito, Derbyshire |